# Telecogresca
La Telecogresca es la fiesta universitaria más grande de las que se celebran en Cataluña y una de las más multitudinarias de España. La organiza la Associació Cultural Telecogresca, una asociación universitaria de la Escuela Técnica Superior de Ingeniería de Telecomunicación de Barcelona (ETSETB) de la Universidad Politécnica de Cataluña (UPC). Se celebra anualmente desde 1978 y sin ánimo de lucro. El objetivo es organizar conciertos musicales a precios populares.

Además del festival la asociación organiza varios eventos a lo largo del año. En otoño se celebra la Telecofarra, una fiesta más reducida que sirve para agradecer a los cerca de 500 voluntarios que ayudan en la organización de la Telecogresca. En primavera también se celebra la Fiesta de Día en el Campus Norte de la UPC, la fiesta de la Escuela de Telecomuncaciones. Finalmente, y desde 2009, la Asociación organiza el Engresca't, un concurso de grupos y DJ productores emergentes que ha ido creciendo últimamente en calidad musical y premios: los ganadores, además de tocar en la Telecogresca, tienen la oportunidad de grabar un disco y de invertir en material. En 2013, en su 5.ª edición, el concurso creció, y ahora cuenta con las modalidades de grupos y Dj.

## Historia
La Telecogresca nació el 1 de diciembre de 1978 para celebrar la construcción del nuevo edificio de la Escuela en la calle Jordi Girona. En esa primera ocasión, la fiesta tuvo lugar dentro de la propia Escuela. A partir de la segunda edición, el emplazamiento fue el bosque que actualmente rodea el rectorado de la UPC. En el curso 1981-82, hubo un paréntesis en la fiesta debido a la denegación del permiso para utilizar este espacio.
El año 1983, un grupo de estudiantes retomaron la iniciativa y organizaron la fiesta en la calle Coronel Valenzuela. Desgraciadamente se anuló debido a la lluvia, después de haberse pospuesto una semana, y la asociación quedó arruinada. En ese momento el rectorado asumió las pérdidas, que la asociación devolvió al superponerse en la fiesta del año siguiente.

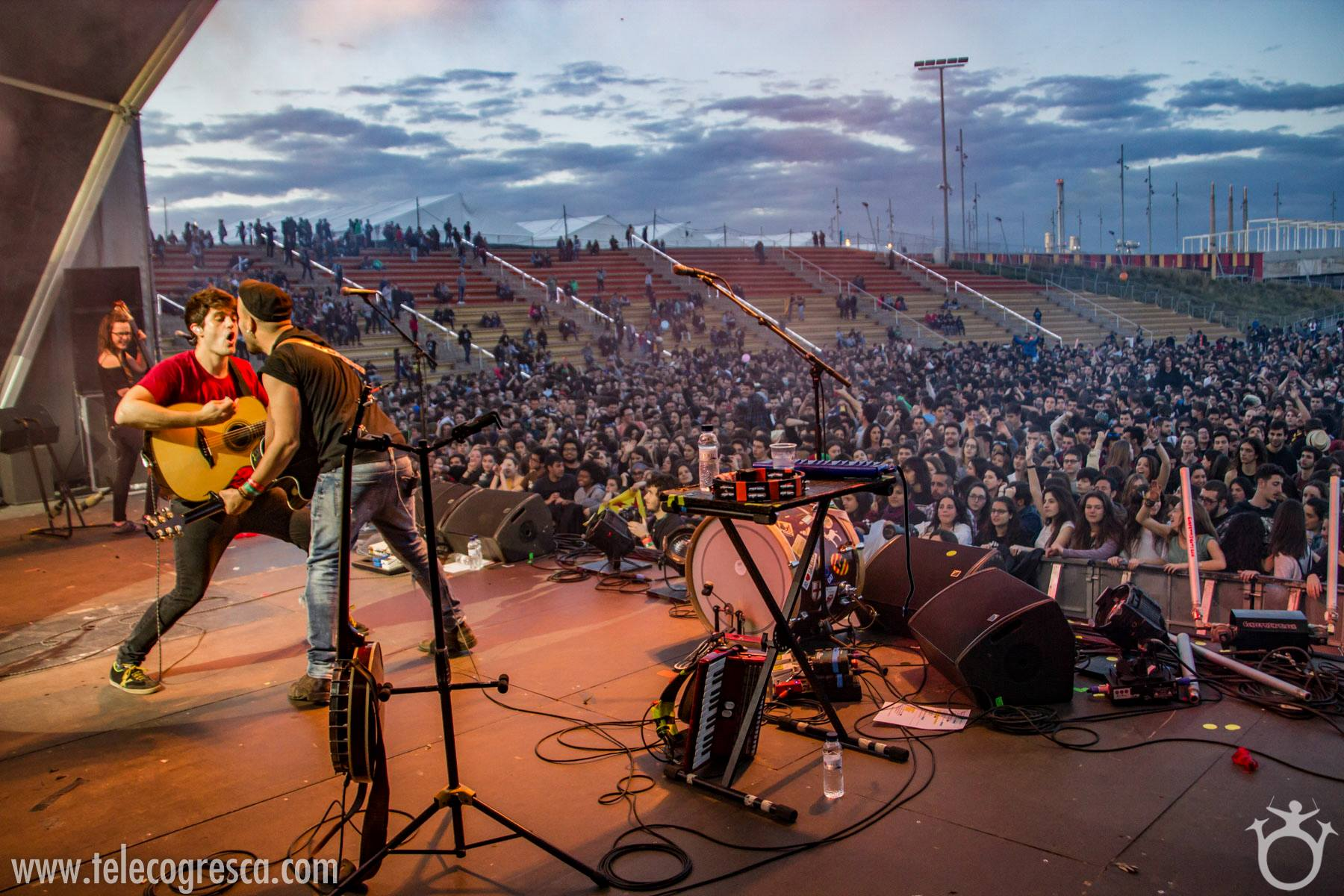
Els Catarres a la Telecogresca

La edición de 1984 de la Telecogresca, en el bosque del actual rectorado, fue un éxito rotundo y se situó en la cima de las fiestas universitarias, cogiendo el relevo de la ya desaparecida "Me Río de Janeiro", que fue la fiesta universitaria por excelencia de principios de los 1980. La Telecogresca disfrutó de una razonable buena salud durante algunos años.
El año 1991, debido a la construcción inminente del edificio del rectorado, se denegó el permiso para celebrar la Fiesta en el bosque. En 1992 la fiesta pasó por las Pistas Universitarias y, en 1993, se celebró por primera vez en el Sot del Migdia, con una capacidad para 10 000 personas, siendo éste el escenario durante varios años.
En 1999 la Telecogresca alcanza uno de los momentos más dorados, pero a partir del 2000 empieza una cuesta abajo que acaba el 2002 con una inminente quiebra económica de la fiesta. Aun así, en el año 2003 la fiesta resurgió, marcando un punto de inflexión a partir del cual las fiestas organizadas por la asociación han sido un éxito rotundo.
En la edición de 2005, la Telecogresca acogió más de 15.000 personas, haciendo que el Sot del Migdia se quedara pequeño para la fiesta.
La fiesta de 2006, tuvo lugar el 12 de mayo y empezó un nuevo camino en un nuevo emplazamiento: el Parc del Fòrum, debido a la denegación, por parte del Ayuntamiento de Barcelona, de usar el Sot del Migdia.

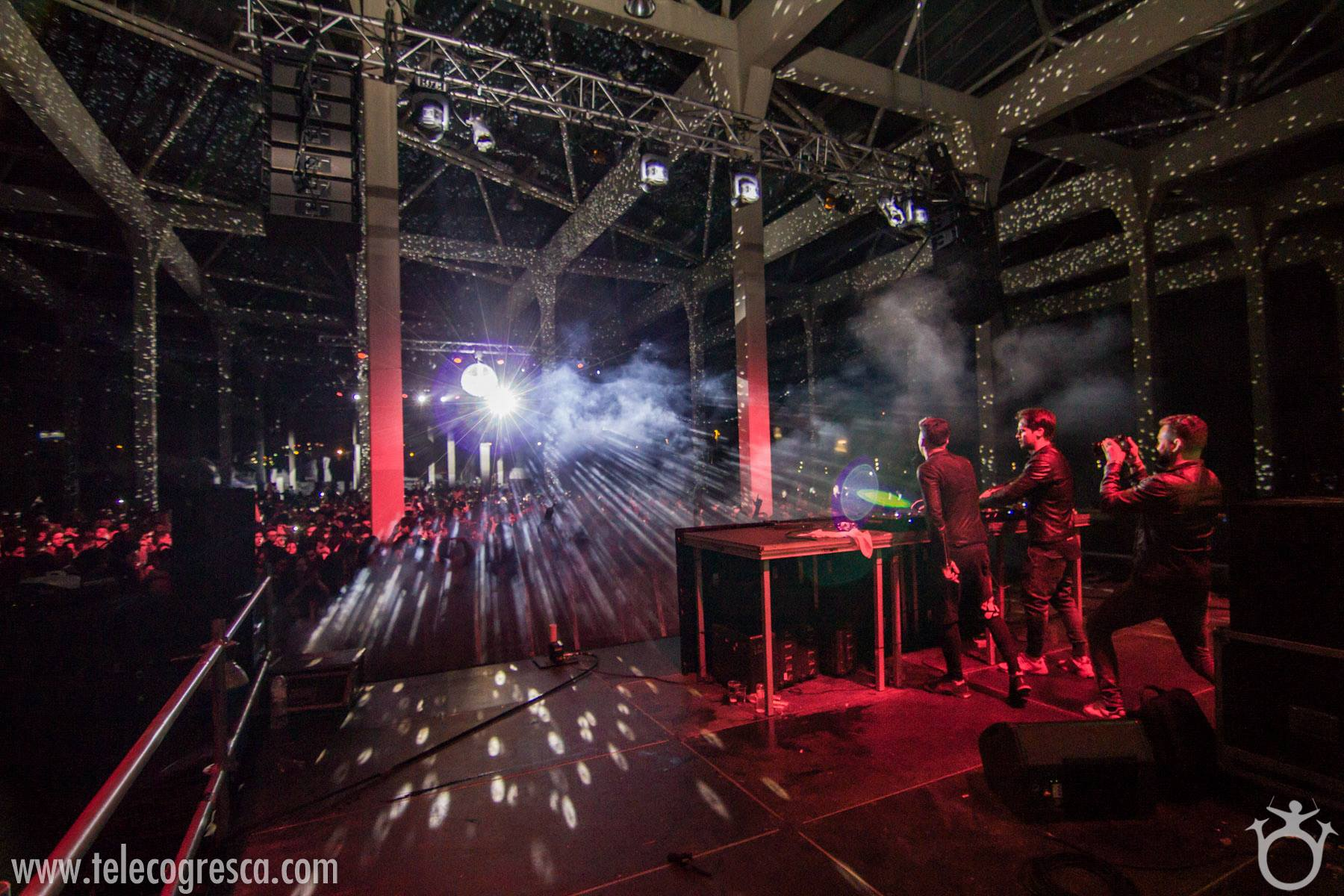
VINAI

En 2008 la Telecogresca corrió serio peligro debido a las negativas del Ayuntamiento a la hora de conceder el permiso para la celebración del acto. Posteriormente y tras varias protestas estudiantiles, la edición de 2008 se celebró con notable éxito.
La edición de 2009 tuvo lugar en sábado por primera vez en su historia.
Del 2010 al 2011 la fiesta volvió a su emplazamiento histórico, el Sot del Migdia.
Para las diferentes ediciones han pasado grupos como Ojos de Brujo, Melendi, Seguridad Social, Los Delinqüentes, La Fuga, Muchachito, Antònia Font, Gigi D'Agostino, Celtas Cortos, Fundación Tony Manero, La Pegatina, Soziedad Alkoholika, Los Amigos de las Artes, Mishima, Obrint Pas, la Gossa Sorda, Els Catarres, Txarango, Boikot o Aspencat y DJs de la talla de DJs From Mars o The Zombie Kids.

## Motivación

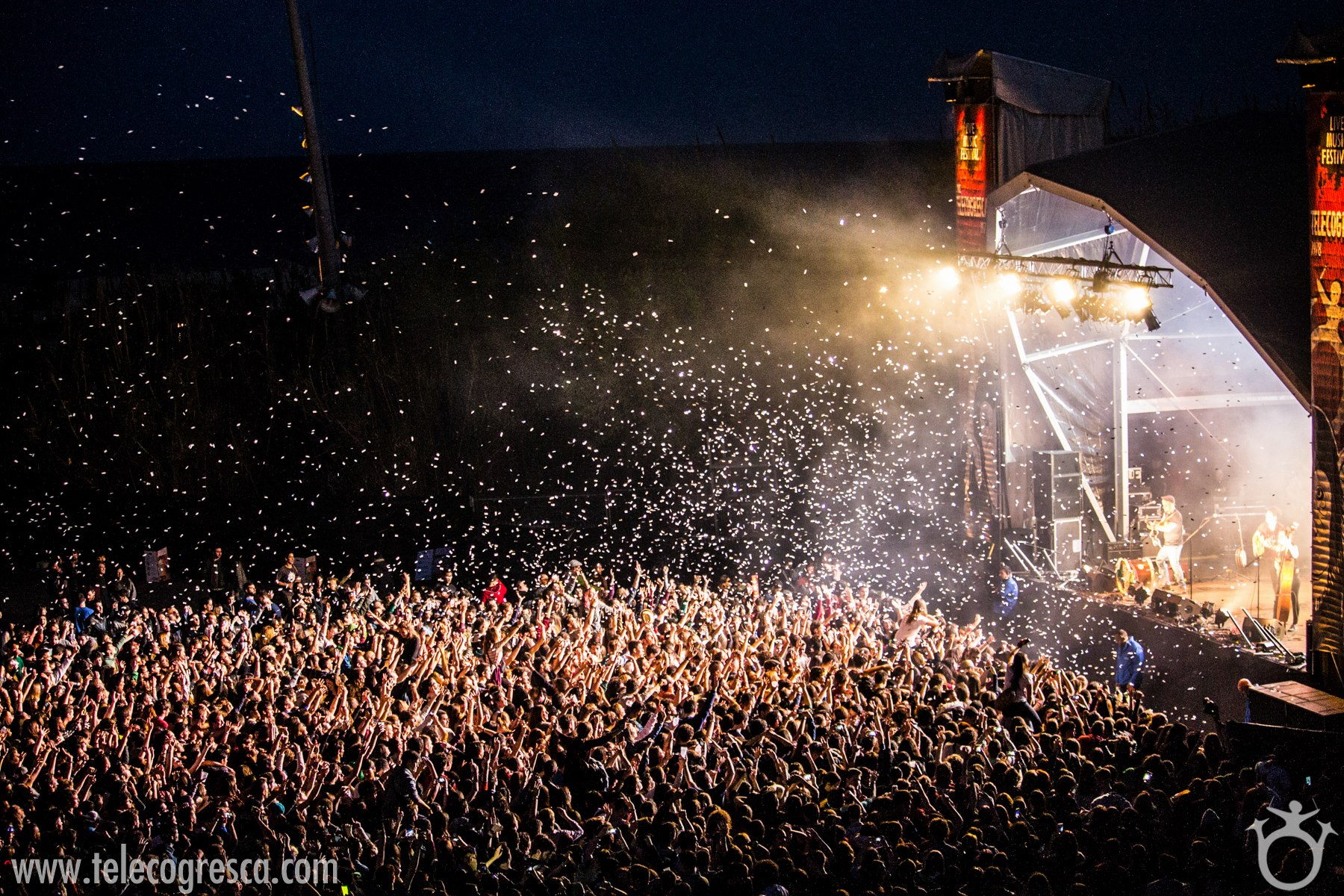
Telecogresca

La motivación principal es "la fiesta por la fiesta". No hay otra motivación que el organizar un evento de grandes dimensiones y pasarlo bien. La fiesta se sustenta en voluntarios que hacen posible ofrecer unos precios bastante asequibles y mucho más bajos que los de eventos similares.
Toda la recaudación de la fiesta se destina a dos fines:
- Organizar la Telecofarra: una fiesta para agradecer a los voluntarios su colaboración.
- Organizar la Telecogresca del año siguiente.

De esta manera, el éxito de una edición garantiza el gran cartel de la siguiente.
Los miembros de la asociación no reciben ninguna remuneración, tanto directa (cobro) como indirecta (organizar viajes o cenas a cuenta de la asociación).

## Organización
La fiesta está organizada en primera instancia por los miembros de la Associació Cultural Telecogresca a los que se denomina kapos. Estos realizan las tareas principales de gestión de la fiesta. Una fiesta del volumen de la Telecogresca necesita más personas para poder realizarse.
Aquí entran los denominados machacas que son voluntarios que ayudan puntualmente en diversas tareas como repartir propaganda, montar escenarios o servir en las barras. La fiesta se nutre de alrededor de 500 machacas, que reciben como premio entrada gratuita al evento, consumiciones y entrada a la Telecofarra, una fiesta posterior para los voluntarios.

## Edición 2019
Para ediciones anteriores, véase Anexo:Ediciones de la Telecogresca
Lugar: Parc del Fòrum
Fecha: 6 de abril

## Engresca't
En el año 2008 con el objetivo de ofrecer nuevas propuestas a la juventud catalana, surgió el proyecto Engresca't. Nacía así un concurso de grupos emergentes abierto a todo tipo de formaciones, que ofrece al ganador la oportunidad de tocar en la Telecogresca. Tras pasar por Salamandra, Bóveda o Apolo2, la próxima edición se celebrará en el espacio Joven de Fontana 
Después de pasar per Salamandra, Bóveda o Apolo2, desde 2017 se celebra en el espacio Jove de Fontana.
En la edición del 2013 se añadió la modalitaf de DJ, que funciona con la misma dinámica que con los grupos.
| Ganadores Engresca't | Ganadores Engresca't     | Ganadores Engresca't |
|                      | Ganador Bandes           | Ganador DJ           |
| -------------------- | ------------------------ | -------------------- |
| 2012                 | La Terraseta de Preixens | -                    |
| 2013                 | Bonobos                  | Dj Marvin            |
| 2014                 | Raska                    | Dj Dulo              |
| 2015                 | Lili's house             | Aleix Rubio          |
| 2016                 | Xarxa                    | Bonk3rs              |
| 2017                 | Wild Goats               | LeeBeats             |
| 2018                 | Idea Música              | DJ Monka             |
| 2019                 | Kronikal                 | Raver                |

## Telecofarra

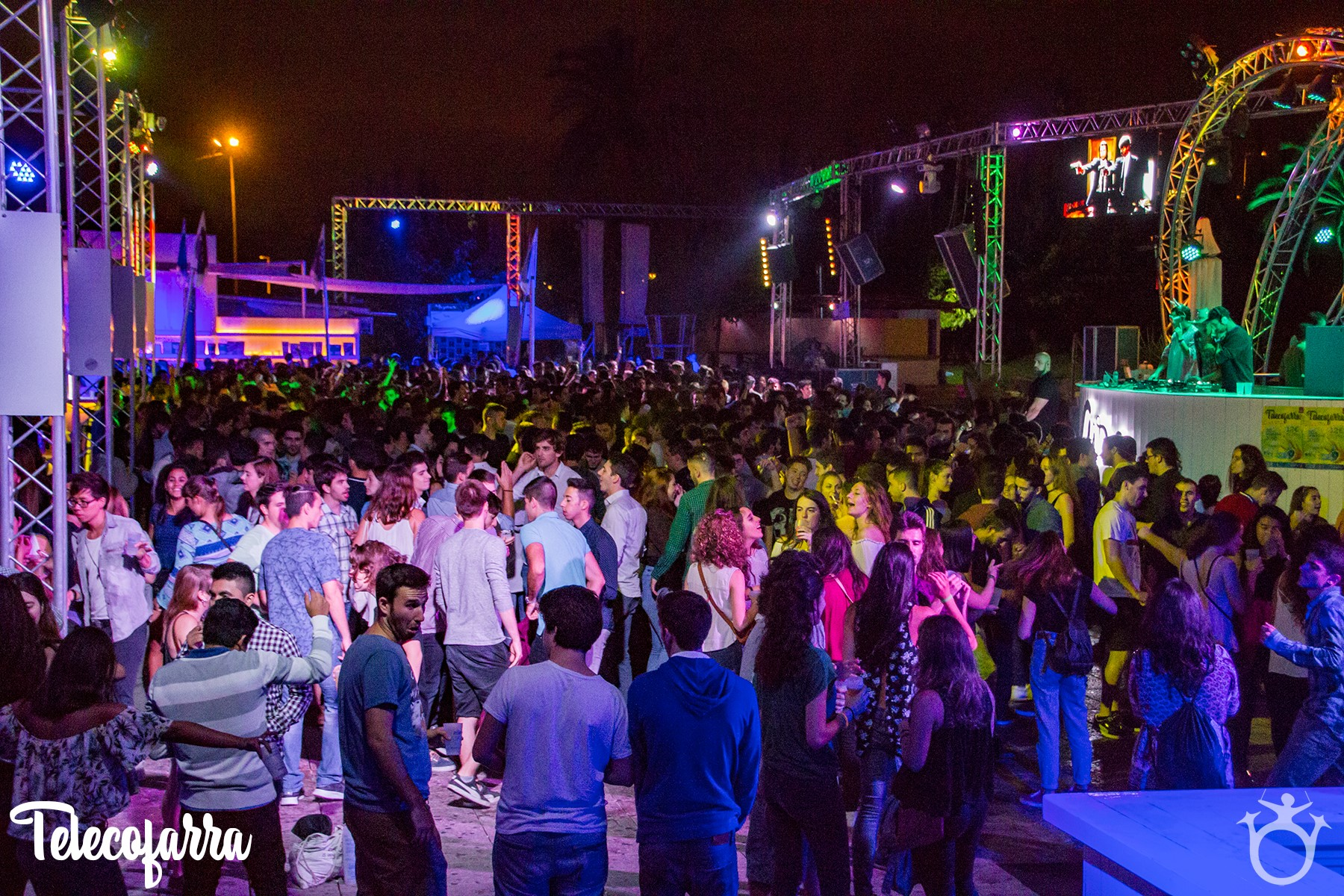
Telecofarra

La Telecofarra no tendría sentido sin la Telecogresca ya que surgió como fiesta de agradecimiento a quienes colaboraban en el festival.
Hasta 2016 se celebró durante el cuatrimestre de otoño en el Velódromo de Horta con una capacidad de 1.500 personas repartidas en 2 espacios, una carpa grande con hits de todos los tiempos y un espacio exterior más experimental con estilos que van desde el Reggae hasta el techno Minimal.
En el año 2016 la fiesta cambió de modelo y se trasladó a la Carpa AIRE de Barcelona. aumentando la capacidad a 2.000 personas.
A partir del 2017 se celebra en un local próximo al Campus Nord de la UPC.